# Yankeetown
Yankeetown és una població dels Estats Units a l'estat de Florida. Segons el cens del 2000 tenia 629 habitants.

## Demografia
Segons el cens del 2000, Yankeetown tenia 629 habitants, 309 habitatges, i 194 famílies. La densitat de població era de 31,1 habitants/km².
Dels 309 habitatges en un 12,3% hi vivien nens de menys de 18 anys, en un 55,3% hi vivien parelles casades, en un 5,8% dones solteres, i en un 36,9% no eren unitats familiars. En el 31,4% dels habitatges hi vivien persones soles el 13,3% de les quals corresponia a persones de 65 anys o més que vivien soles. El nombre mitjà de persones vivint en cada habitatge era de 2,04 i el nombre mitjà de persones que vivien en cada família era de 2,48.
Per edats la població es repartia de la següent manera: un 14,1% tenia menys de 18 anys, un 3,5% entre 18 i 24, un 15,6% entre 25 i 44, un 36,6% de 45 a 60 i un 30,2% 65 anys o més.
L'edat mediana era de 55 anys. Per cada 100 dones de 18 o més anys hi havia 105,3 homes.
La renda mediana per habitatge era de 33.304 $ i la renda mediana per família de 40.833 $. Els homes tenien una renda mediana de 28.750 $ mentre que les dones 31.500 $. La renda per capita de la població era de 22.774 $. Entorn del 6,8% de les famílies i el 12,5% de la població estaven per davall del llindar de pobresa.

## Poblacions properes
El següent diagrama mostra les poblacions més properes.